# Eupithecia leucostaxis
Eupithecia leucostaxis là một loài bướm đêm trong họ Geometridae.